# Bodtjärnen (Rättviks socken, Dalarna)
Bodtjärnen är en sjö i Rättviks kommun i Dalarna och ingår i Dalälvens huvudavrinningsområde.